# Jules Zvunka
Jules Zvunka, né le 17 août 1941 au Ban-Saint-Martin (Moselle annexée), est un footballeur français.

## Biographie

### Joueur
De son surnom le « Capitaine courage », Jules Zvunka naît en 1941 au Ban-Saint-Martin, près de Metz. Fils d'un boucher d'origine hongroise-roumaine, aîné de Victor et cadet de Georges, il est arrière droit et capitaine de l'équipe lorraine du FC Metz. Il joue au FC Metz de 1960 à 1966.
Ensuite, sept saisons durant, il est l'inamovible pivot défensif de l'Olympique de Marseille au poste de stoppeur,, club avec lequel il gagne deux coupes de France et deux championnats (comme Lopez, Novi, Bonnel, Magnusson et Hodoul).
Au départ de Jean Djorkaeff pour Paris, en 1970, il devient même le capitaine du club marseillais.

### Entraîneur
Après quoi en 1973, il prend l'équipe réserve en main, sans se douter que les événements allaient bien vite le ramener en première ligne.
En effet, Fernando Riera, le Chilien qui douze ans plus tôt avait conduit chez lui son pays à la 3e place de la coupe du monde, est en train de se noyer lentement, buvant le calice jusqu'à la lie. Fernand Méric, tout juste élu président, appelle Zvunka à la barre, avec bonheur puisqu'il parvient à éviter une relégation qui semblait presque inéluctable après l'élimination en coupe contre Béziers.
Dans la foulée, il termine 2e du championnat en 1975 avec les Brésiliens Jairzinho et Paulo César puis, en 1976, gagne sa 3e coupe avec les Argentins Yazalde et Noguès.
Il est ensuite promu adjoint de José Arribas, qu'il remplace sept mois plus tard, après une série de résultats catastrophiques : 0-4 contre Southampton en coupe des coupes, 8 matches sans victoire en championnat entre le 28 novembre et le 5 février 1977 et, pour finir, une élimination en 32e de finale de la coupe de France contre Montpellier PSC, alors en division 3.
Une seconde fois, Jules joue alors les pompiers de service, ramenant l'OM en eaux calmes avant de s'en retourner chez lui, un nouveau président, Norbert d'Agostino, ayant fait venir le tandem Skoblar-Markovic.
Seize mois plus tard pourtant en décembre 1978, c'est encore lui qu'on appelle à la rescousse pour une 3e opération commando réussie avec une série de 18 matches sans défaite.
Mais ce devrait être aussi la dernière. Car en ces temps de grand trouble où la valse des entraineurs alternait avec les changements de président, Norbert D'Agostino à son tour, laisse la place à Christian Carlini qui renvoie Jules dans ses foyers au lendemain d'une élimination prématurée en coupe contre l'AS Cannes de Robert Domergue, Gérard Bernardet, Charly Loubet et du tout jeune Bernard Casoni. Après une courte expérience à l'Association sportive aixoise, ce joyeux meneur d'hommes prend ses distances avec le football.

## Palmarès

### Joueur
- Championnat de France en 1971 et 1972 avec l'Olympique Marseille
- Vainqueur de la Coupe de France en 1969 et 1972 avec l'Olympique Marseille

### Entraîneur
- Vainqueur de la Coupe de France en 1976 avec l'Olympique Marseille